# В тихом омуте (фильм, 2005)
«В тихом омуте» (англ. Beneath Still Waters, исп. Bajo aguas tranquilas) — фильм ужасов, снятый в Великобритании и Испании в жанре «зомби-хоррор» американским кинорежиссёром Брайаном Юзной в 2005 году. Фильм был снят кинокомпанией Fantastic Factory, основателем которой был также Брайан Юзна.

## История
Фильм повествует об истории некого тайного общества сатанистов в небольшом испанском городке и впервые был представлен зрителю на различных кинофестивалях начиная с октября 2005 года. В конце 2006 года он демонстрировался в испанских кинотеатрах. В других европейских странах фильм вышел на экраны ещё позднее. В Германии фильм поступил в продажу в марте 2007 года в формате DVD — дисков. На экраны телевизоров же вышел в июне 2008 года. Фильм имеет возрастное ограничение «18+».

## Сюжет
В 1965 году в небольшом городке на севере Испании появляется Мордехай Сала, один из учеников Алистера Кроули и собирает вокруг себя сторонников сатанинского культа. Первоначально сектанты оказывали жителям городка полезные услуги, но за это требовали от них полного подчинения новому хозяину и сеяли вокруг себя Зло. Местные жители постепенно погружались в разврат, совершали всевозможные ужасные преступления вплоть до каннибализма. На фоне всего происходящего мэр городка Борджия решает переселить горожан, а проклятое место затопить, соорудив огромную плотину. Собранные в одну группу сатанисты и заключённые в одном из обречённых зданий, всё же сумели спастись от потопа. Их предводителя, колдуна Салу освободили совершенно случайно двое местных мальчишек, одного из которых негодяй «в награду» тут же убил.
Действие переносится на 40 лет вперёд. Воздвигнутый невдалеке от затопленного, новый город Дебария потрясён совершёнными здесь странными смертями, связанными в первую очередь с плотиной и искусственным озером перед ней. В городок в это время одновременно приезжают фотожурналист Дэн Кварри, собирающий материалы о происходящих на озере трагедиях, и внучка покойного мэра городка Клара Борджиа, молодая девушка, с двумя друзьями и своей матерью Терезой, также журналисткой. Последняя собирается сделать репортаж о праздновании юбилея строительства плотины. Вскоре по приезде один и спутников Клары погибает при загадочных обстоятельствах. Он тонет в озере и его тело так и не находят. Дэн, бывший водолаз, предлагает свои услуги и обследует дно озера. То, что он видит, вселяет тревогу: стены плотины под водой изрезаны глубокими трещинами и она в любой момент готова рухнуть, что способно привести к катастрофе. Однако местные власти не верят в грозящую опасность. Для них главное — избежать скандала в преддверии назначенного на ближайшее время празднования юбилея. После следующих смертных случаев в окрестностях плотины Дэн и Тереза решаются на проведение собственного расследование происходящего. Журналисты разыскивают некоего полусумасшедшего старика, оказавшегося товарищем мальчишки, освободившего от пут колдуна 40 лет назад и убитого тогда же. Старик рассказывает всю предысторию происходящего вокруг плотины и вызывается им помочь в расследовании. По дороге в городок машину со всеми тремя встречает призрак мага Сала и убивает старого свидетеля.
Между тем в городке начинаются празднования с музыкой и всевозможными развлечениями. Из вод озера в это время начинает подниматься тёмный туман, олицетворение злых сил, этими водами скрываемых. Постепенно люди оказываются околдованы им, и втянуты в результате в творящиеся на площади безумия. Местность посещают многочисленные ожившие мертвецы-зомби. Клару Борджиа одолевают сны и видения о прошлом как предупреждение, и призрак её покойного деда-мэра. Колдун Сала замечает удивительную девушку и решает завладеть ею. Однако Терезе и Дэну удаётся спасти Клару и умертвить злого мага. В конце фильма плотина всё-таки рушится, но тайная злая сила поселяется в одном из детей, маленьком сыне Терезы.

## В ролях
- Майкл Маккелл — Дэн Кварри
- Ракель Мероньо — Тереза Борджиа
- Шарлотта Сальт — Клара Борджиа
- Патрик Гордон — Мордехай Салас
- Мануэль Манквинья — Луис
  - Омар Муньос —  Луис в старости
- Пилар Сото —  Сусанна
- Диана Пеньялвер — миссис Мартин
- Пикард Боррас — мэр Лука
- Дамия Пленса — Антонио
- Давид Мека — сержант-дайвер Эдуардо
- Карлос Кастаньон — капитан полиции Келлер
- Жозеп Мария Поу — Хулио Гамбине